# Frank Faylen
Frank Faylen (ur. 8 grudnia 1905, zm. 2 sierpnia 1985) – amerykański aktor filmowy i telewizyjny.

## Filmografia
seriale
- 1953: General Electric Theater jako Farber
- 1956: Zane Grey Theater
- 1963: Petticoat Junction jako Ralph
- 1965: That Girl jako Bert Hollinger
- 1966: The Beverly Hillbillies jako Marvin
- 1976: Quincy M.E. jako Pan Chanoose

film
- 1936: Road Gang jako Dyspozytor radia policyjnego
- 1936: Kid Galahad jako Barney
- 1938: The Invisible Menace jako Al
- 1939: Łowca talentów jako reporter
- 1940: Grona Gniewu jako Tim
- 1942: Przez Pacyfik jako Sprzedawca zabawek
- 1942: Misja do Moskwy jako reporter (niewymieniony w czołówce)
- 1945: Stracony weekend jako "Bim" Nolan
- 1946: Najtrwalsza miłość jako Babe
- 1946: Blue Skies jako Mack
- 1946: To wspaniałe życie jako taksówkarz Ernie Bishop
- 1947: Droga do Rio jako Harry aka Trigger
- 1947: Variety Girl jako on sam
- 1951: Czternaście godzin jako Walter
- 1951: Opowieści o detektywie jako detektyw Gallagher
- 1952: Nieokiełznani jako Al Dawson
- 1957: Pojedynek w Corralu O.K. jako Cotton Wilson
- 1968: Zabawna dziewczyna jako Keeney

## Wyróżnienia
Posiada swoją gwiazdę na Hollywoodzkiej Alei Gwiazd.